# Ironi Kiryat Ata B.C.
El Ironi Kiryat Ata es un equipo de baloncesto israelí que compite en la Ligat ha'Al, la primera división del país. Tiene su sede en la ciudad de Kiryat Atta. Disputa sus partidos en el Nesher Arena, con capacidad para 1.200 espectadores.

## Posiciones en Liga
| - 2005 - (4-Nat) - 2006 - (8-Nat) - 2007 - (2-Nat) - 2008 - (3-Nat) - 2009 - (12-Premier) - 2010 - (13-Nat) - 2011 - (1-Artzit) - 2012 - (11-Nat) - 2013 - (7-Nat) | - 2014 - (6-Nat) - 2015 - (1-Nat) - 2016 - (2-Nat) - 2017 - (7-Nat) - 2019 - (1-Nat) - 2020 - (5-Nat) - 2021 - (4-Nat) - 2022 - (4-Nat) |

## Palmarés
- National League:
  - Campeón (1): 2003-04
  - Subcampeón (1): 2014-15

- Artzit League:
  - Campeón (1): 2010-11

## Jugadores destacados
| - Bura Busco - Ilija Jocovic - Niv Berkowitz - Nir Cohen - Gal Halamish - Moti Moscovitz - Zoran Nisavic - Jamelle Horne - Igor Perović - Jeremy Allen - Rene Antee - Draelon Burns - Eric Campbell - Dennis Carr - Ivory Clark - Lenny Daniel - Mark Dawson | - Darrin Govens - Jermaine Guice - Jonathan Haynes - Murphy Holloway - Cedric Jackson - Ron Johnson - Clyde Jordan - Dallis Joyner - Clifton Lee - Jordan Lewis - Brandon McKnight - Dante Milligan - Julien Mills - Ferg Myrick - Aaron Nixon - Damon Peterson - Leon Powell | - Haminn Quaintance - Terrence Roberts - Donald Rutherford - Petey Sessoms - Durrell Summers - Mike Vukovich - Anthony Washington - Michael Coleman - Terence Skyrm - Clinton Holtz - Josh Nigut - Jerry Simon - Chris Watson - Tony Younger - Antwon Harmon |